# 류방택
류방택(柳方澤, 1320년 ~ 1402년)은 고려 말 조선 초의 관리·천문학자·공신이다. 본관은 서산(瑞山), 자는 금헌(琴軒), 시호는 정숙(靖肅)이다. 조선 태조 때 천상열차분야지도의 제작에서 천문계산을 책임진 인물로, 석각천문도에 이름이 새겨진 12인 중의 한 사람이다.

## 생애
류방택은 [서산] 출신으로 조부는 류굉(柳宏)이고, 부친은 류성신(柳成臣)이다. 부인은 예조판서(禮曹判書) 손애(孫埃)의 딸이다
고려 말에 천문학을 관장하는 관청인 서운관(書雲觀)의 판사(判事)를 지낸 후, 고려의 충신으로 남고 싶어하여 새왕조가 들어서자 개성에서 고향인 서산으로 돌아왔으나, 거듭되는 새왕조의 요청을 거절하지 못하고 역법을 새로 만드는 일을 맡았다.
조선 개국 직후인 1395년(태조 4) 권근과 함께 천상열차분야지도를 제작하였다. 제작 당시 그의 직함은 가정대부(嘉靖大夫) 검교중추원부사 겸 판서운관사(檢校中樞院副使兼判書雲觀事)였으며, 이를 완성한 공적으로 좌명공신(佐命功臣)에 녹훈(錄勳)되고 서산군(瑞山君)으로 봉해졌다.
자녀로 3남 2녀를 두었는데, 아들 류백유(柳伯濡)는 1369년(고려 공민왕 18) 과거에 장원 급제하였다.
충청남도 서산시의 인정서원(仁政書院, 현 송곡사)에 위패가 모셔져 있다.
공주의 동학사에 삼은각을 지어 이름에 '은'자가 들어간 세 사람을 추모하였다. 태종 4년 정숙공이란 시호가 내려졌으며, 1621년 동학사의 삼은각에도 함께 배향되었다.
태종 때는 좌사간대부가 되었다. 그는 집안에 별채를 지어 ‘금헌’이란 이름을 붙였다.비로 이 금헌이 그의 호가 되었다.

## 같이 보기
- 106817 유방택
- 서산류방택천문기상과학관
- 류방택 별축제